# Chwałów (województwo wielkopolskie)
Chwałów – wieś w Polsce, w województwie wielkopolskim, w powiecie jarocińskim, w gminie Żerków.
Do 2023 miejscowość była częścią wsi Komorze Przybysławskie.
W latach 1975–1998 miejscowość należała administracyjnie do województwa kaliskiego.